# Park krajobrazowy Dolina Neckaru-Odenwald

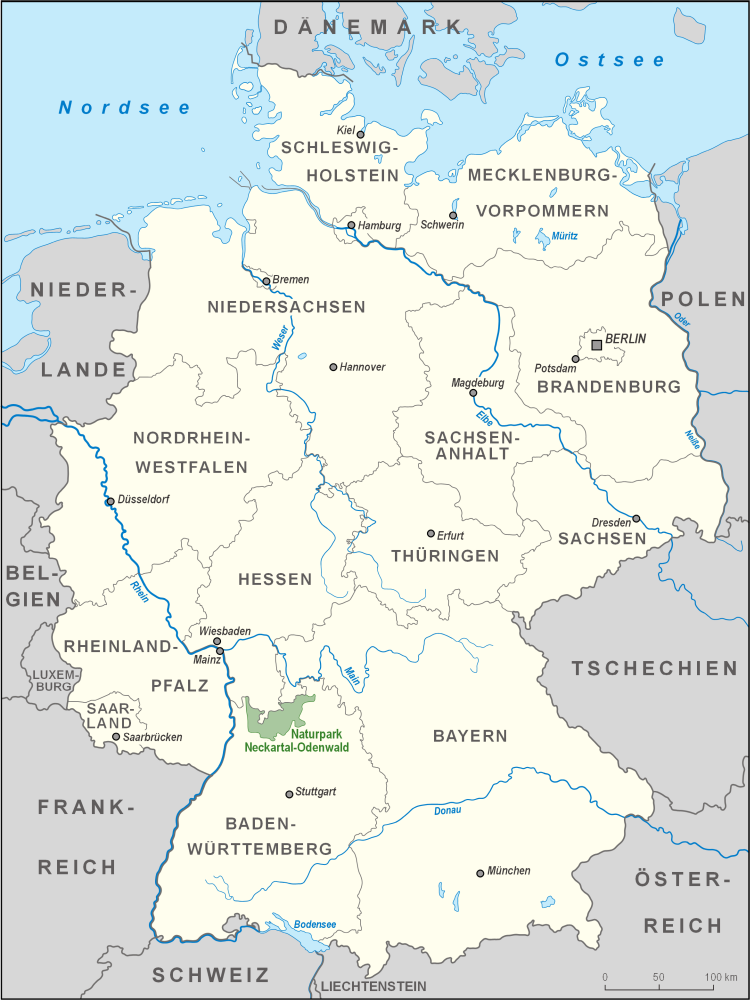
Lokalizacja parku na mapie Niemiec

Park Krajobrazowy Dolina Neckaru-Odenwald (niem. Naturpark Neckartal-Odenwald) powstał w 1980 r. w północnej części Badenii-Wirtembergii jako trzeci na terenie landu i zajmuje obszar 1525,5 km². Część jego terytorium pokrywa się z geoparkiem krajobrazowym Bergstraße-Odenwald, włączonym w sieć geoparków UNESCO, z którym współpracuje w wielu dziedzinach. Opiekę nad parkiem sprawuje stowarzyszenie Naturpark Neckartal-Odenwald e.V. z siedzibą w Eberbach.
Niemieckie parki krajobrazowe są tworzone na obszarach o wysokich walorach estetycznych, w celu ich ochrony w duchu zrównoważonego rozwoju, gdzie dba się o właściwe zbalansowanie działalności gospodarczej i jakości życia z potrzebami dzikiej przyrody oraz krajobrazu. Ich powstanie w latach 50. XX wieku jest echem półwiecznych starań inspirowanych pierwszymi parkami narodowymi w Stanach Zjednoczonych.

## Geografia

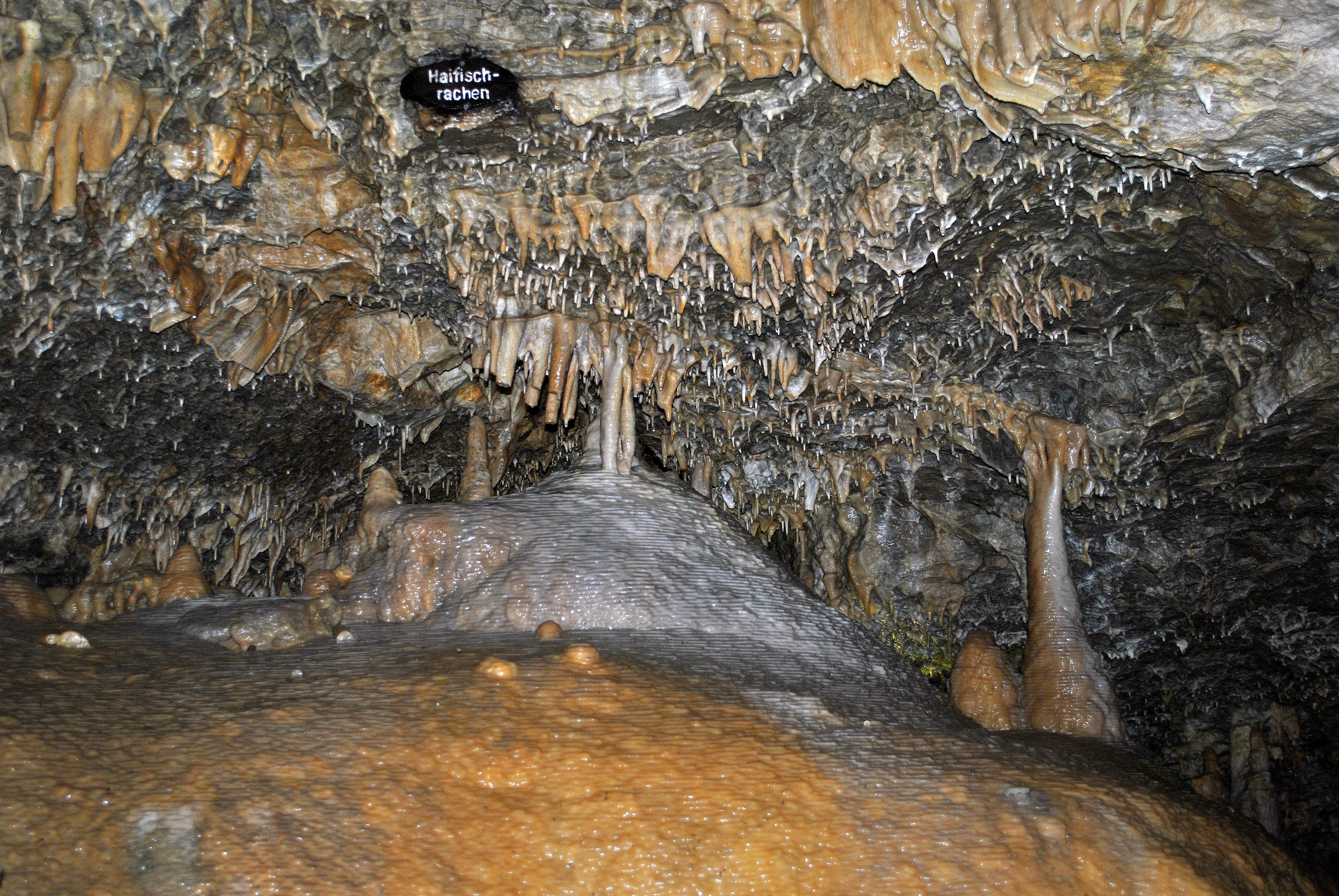
Jaskinia Eberstadter Tropfsteinhöhle

Członkami wchodzącymi w skład stowarzyszenia są dwa powiaty (Ren-Neckar i Neckar-Odenwald) i 54 miasta i gminy, w tym miasto na prawach powiatu Heidelberg. Park znajduje się na obszarze kilku mezoregionów geograficznych rozciągniętych wzdłuż przełomowego odcinka doliny rzeki Neckar. Na zachodzie znajduje się badeńska część podgórza Bergstraße charakteryzująca się malowniczo położonymi winnicami i zamkami, stąd często określana mianem „niemieckiej Toskanii”. Centralną część parku wzdłuż Neckaru zajmuje południowa część zalesionego masywu Odenwaldu, z najwyższym szczytem całego masywu Katzenbuckel (626 m n.p.m.) oraz północny skraj mającej rolniczy charakter wyżyny Kraichgau. Wschód parku pokrywa się z północno-zachodnią częścią pagórkowatej wyżyny Bauland. Ta różnorodność przekłada się na bogactwo krajobrazowe okolicy, którego największą perłą jest niewątpliwie malowniczy przełom Neckaru, gdzie strome zbocza osiągają do 450 m. wysokości.
Zróżnicowanie krajobrazowe przekłada się także na zróżnicowanie geologiczne, gdzie możemy obserwować formacje granitowe (Odenwald Przedni i Bergstraße), piaskowcowe (Odenwald Tylny, Mały i częściowo Kraichgau) oraz wapienne (Kraichgau i Bauland), ponadto widoczna działalność wulkanów sprzed 65 milionów lat (Katzenbuckel).
Klimat regionu należy do najcieplejszych w Niemczech, choć widać sporą różnicę między Bergstraße a wyżej położonymi partiami Odenwaldu, gdzie średnia temperatura roczna jest niższa o 2 °C, co skutkuje krótszym okresem wegetacyjnym (np. jabłonie kwitną przeciętnie 3 tygodnie później w najwyżej położonej, środkowej części parku).
Główną osią hydrograficzną parku jest Neckar malowniczo przebijający się przez południowy fragment Odenwaldu. Jego najważniejszymi dopływami w omawianym obszarze są Elz, Itter i Elsenz. Przez park przepływają też rzeki Mudau (dopływ Menu) i Weschnitz (dopływ Renu). Wszystkie większe rzeki są uregulowane. Cechą charakterystyczną dla Odenwaldu są liczne źródła obudowane w formie studzienek z czystą wodą pitną.

## Przyroda

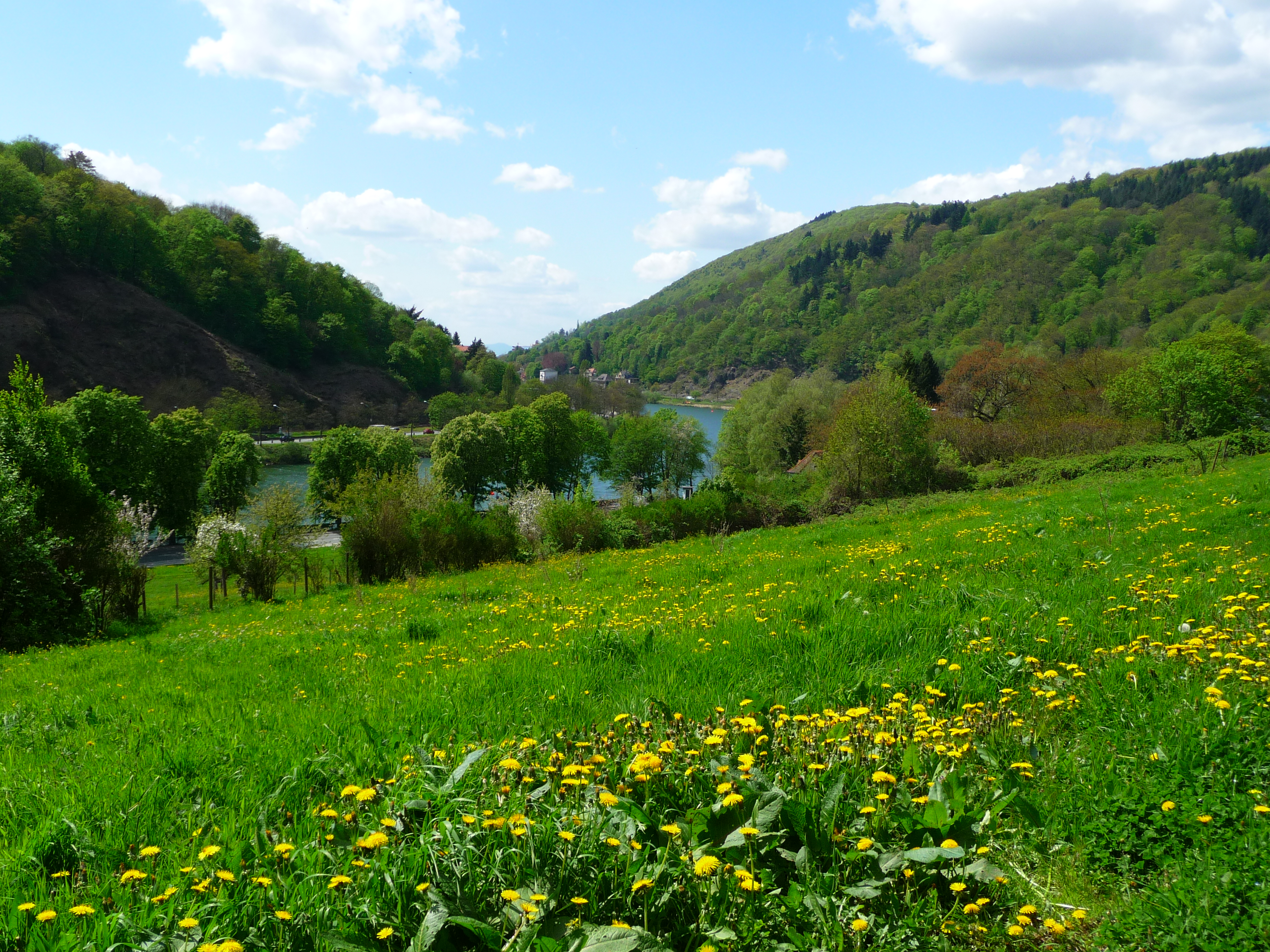
Dolina Neckaru w Heidelbergu-Ziegelhausen

Na terenie parku znajduje się 37 rezerwatów przyrody o łącznej powierzchni 1180 ha, zajmując 0,9% jego obszaru. W Badenii-Wirtembergii wyróżnia się wśród form ochrony przyrody dodatkowo las ochronny (Bannwald), gdzie zaprzestaje się wszelkich form gospodarowania lasem i rezerwaty leśne (Schonwald). Na terenie parku wydzielono 5 lasów ochronnych na powierzchni 357 ha i 10 rezerwatów leśnych zajmujących 370 ha. Ponadto prawo niemieckie wyróżnia grupę najbardziej zagrożonych siedlisk które zawsze są chronione. W granicach parku natury zinwentaryzowano 1805 ha takich siedlisk, czyli 1,4% jego obszaru.
Przyroda parku została silnie przekształcona przez człowieka, szczególnie w ciągu ostatnich trzystu lat. Wśród najciekawszych przedstawicieli kręgowców należy wymienić węża Eskulapa, sokoła wędrownego, jelenia, a od 2005 r. dwukrotnie zaobserwowano rysia. Symbolem dość bogatej fauny bezkręgowców jest jelonek rogacz. Flora parku jest zdominowana przez lasy mieszane z dominującym udziałem buka, sosny i dębu, niemal wszystkie pochodzące ze sztucznych nasadzeń. Cenne dziedzictwo stanowią drzewa owocowe oraz łąki, na których rosną liczne rośliny kwitnące, w tym storczyki.
Jednym z zadań statutowych parku jest wspieranie lokalnego rolnictwa i jego jakości. Park realizuje te cele poprzez różne inicjatywy, jak jarmarki, certyfikaty jakości, czy materiały promocyjne. Popularyzuje się też wśród rolników postawy proekologiczne.

## Turystyka

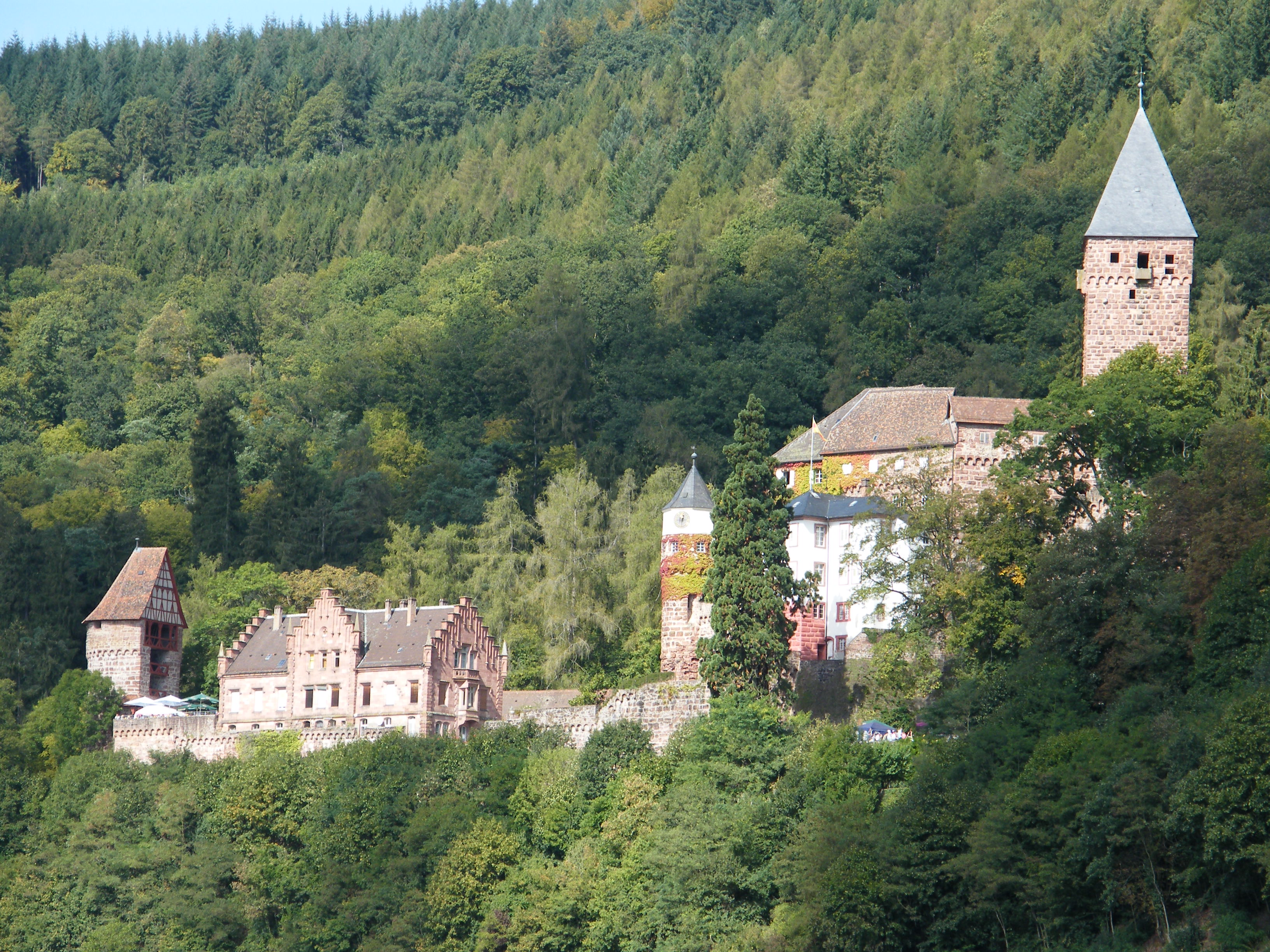
Zamek Zwingenberg

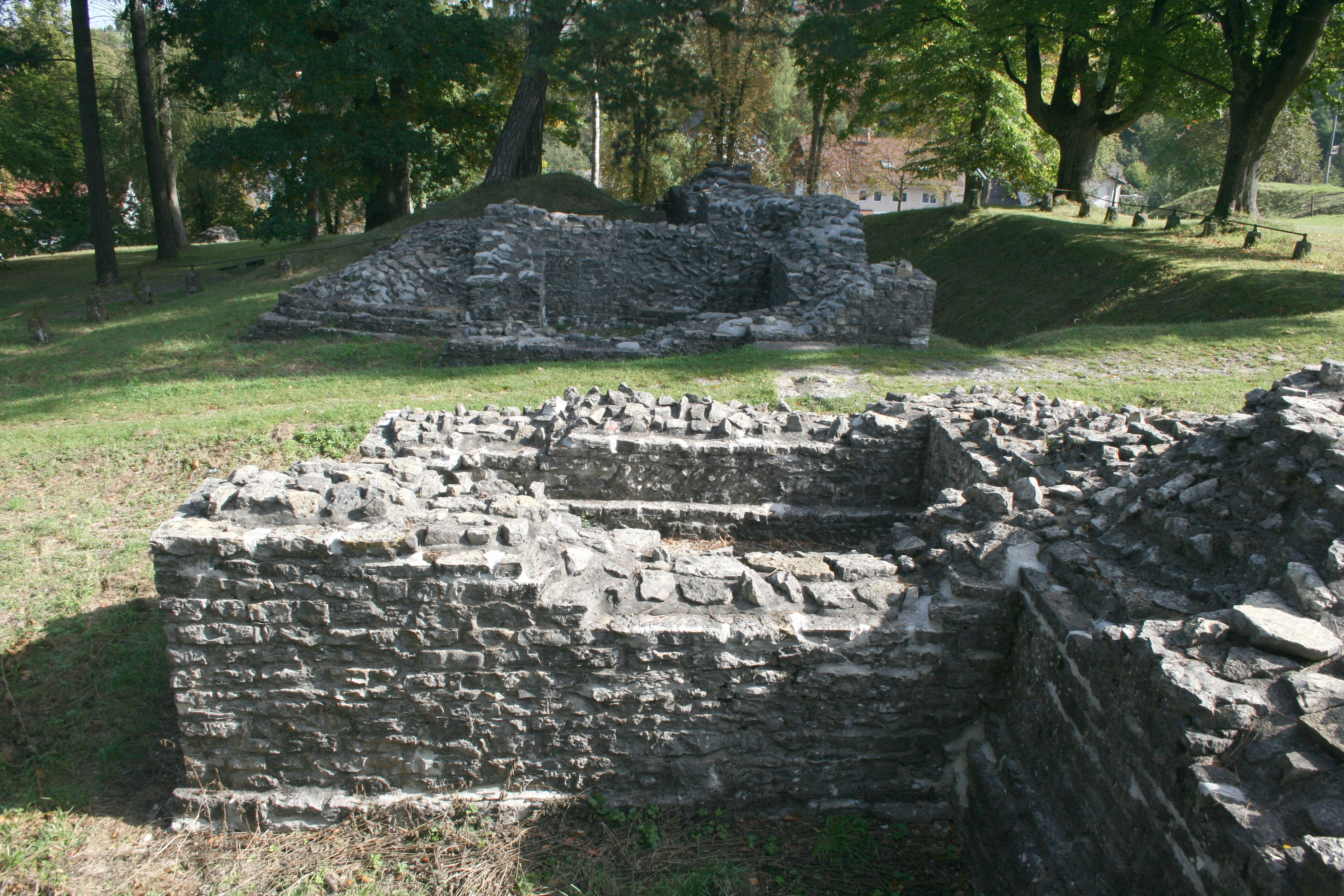
Limes w Osterburken

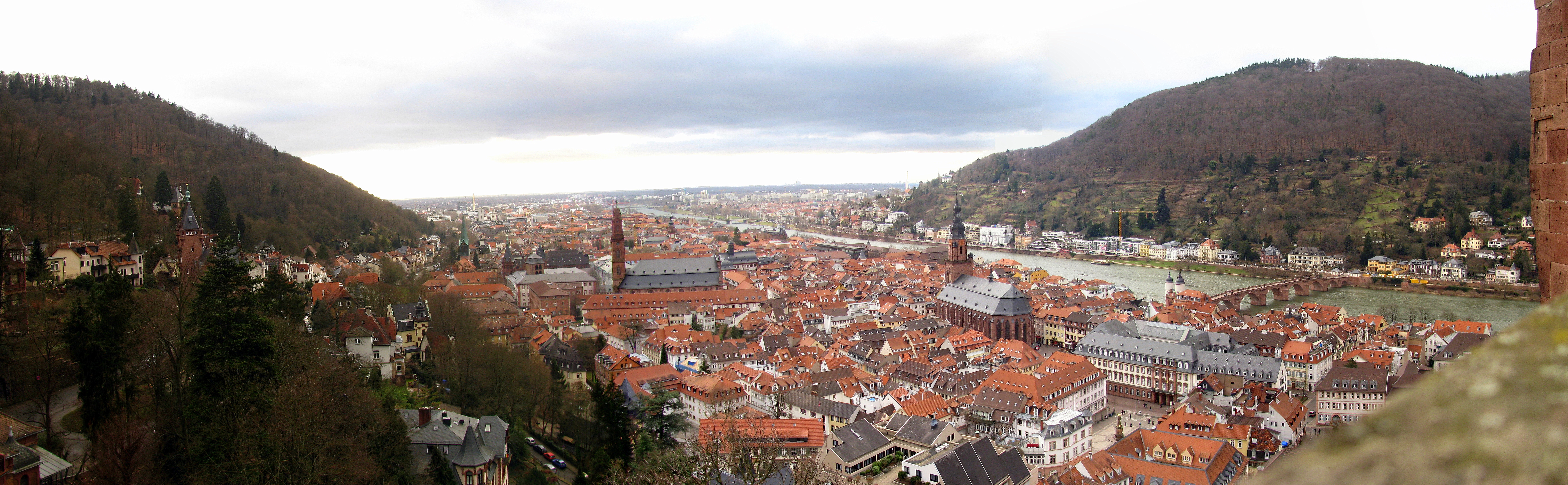
Panorama Starego Miasta w Heidelbergu z ruin zamku, z prawej strony rzeka Neckar i góra Heiligenberg

Park jest atrakcyjnym celem turystycznym. Przy współpracy z Odenwaldklubem i geoparkiem krajobrazowym Bergstraße-Odenwald zapewnia on gęstą sieć szlaków turystycznych pieszych, rowerowych i konnych. Ponadto teren przecinają szlaki samochodowe i rzeki żeglowne. W Eberbach znajduje się centrum wystawienniczo-dydaktyczne parku.
Do atrakcji parku zaliczają się:
- Średniowieczne zespoły miejskie: Buchen, Dilsberg, Eberbach, Heidelberg, Mosbach, Walldürn i Weinheim
- Wpisane na listę światowego dziedzictwa UNESCO rzymskie umocnienia graniczne
- 26 ruin zamków oraz 28 dworów i pałaców
- Liczne punkty i wieże widokowe
- Jaskinia Eberstadter Tropfsteinhöhle w Eberstadt
- Wąwozy Margaretenschlucht i Wolfsschlucht
- Skansen w Gottesdorfie i liczne muzea regionalne
- Las egzotyczny w Weinheim
- Park dzikich zwierząt w Schwarzach
- Dawne kopalnie „Marie in der Kohlbach” i „Anna-Elisabeth”
- Miejsce odkrycia człowieka heidelberskiego
- Najwyższe drzewo Niemiec